# نائل الطوخي
نائل الطوخي هو أديب وصحفي مصري، ولد عام 1978 في الكويت ثم انتقل إلى مصر في العام 1981. درس اللغة العبرية في جامعة عين شمس - القاهرة، وتخرّج من كلية الآداب عام 2000. صدرت له 5 روايات. ينشط الطوخي في الكتابة الصحفية في منابر وصحف عربية وفي الترجمة من العبرية إلى العربية. هو محرّر قسم الرأي في موقع مدى مصر، وصاحب مدونة هكذا تحدث كوهين.

## نشاطه الصحفي والأدبي
نشرت مقالات الطوخي وترجماته في صحف ومجلات عربية متنوعة في القدس العربي اللندنية، السفير اللبنانية، أخبار الأدب المصرية وأدب ونقد المصرية، وأيضًا في عدد من المواقع والمجلات الإلكترونية أشهرها موقع أوكسجين وكيكا وإيلاف وجهات الشعر وموقع الحوار المتمدن ورصيف22.
في عام 2015، حصل على إقامة في البرنامج الدولي للكتابة الأدبية (The International Writing Program (IWP في جامعة آيوا الأمريكية.

## أعماله الأدبية[4]
- الخروج من البلاعة، رواية، 2018، دار الكرمة.[5]
- نساء الكرنتينا، رواية، 2013، دار ميريت. ترجمها إلى الإنجليزية روبين موجر وصدرت عن قسم النشر بالجامعة الأمريكية بالقاهرة[6] في العام 2014.
- الألفين وستة، رواية، 2009، دار ميريت.
- بابل مفتاح العالم، رواية، 2007، دار ميريت.
- ليلى أنطون، رواية، 2006، دار ميريت.
- تغيرات فنية، مجموعة قصصية، 2004، المجلس الأعلى للثقافة.

أغلفة الروايتين «ليلى أنطون» و«بابل مفتاح العالم» صممها الفنان المصري أحمد اللباد.

## ترجمة[4]
- تشحلة وحزقيل، رواية للكاتب ألموغ بهار، 2016، دار الكتب خان.
- الأمة والموت، كتاب للمؤرخة عيديت زيرتال، 2010، دار ميريت.
- من النكبة إلى غزة.. هو لا يزال احتلالاً، مقالات لإيلان بابيه وقصائد، 2009، دار العين للنشر.